# Henk Vrouwenvelder
Hendricus Johannes Antonius Maria (Henk) Vrouwenvelder (Den Haag, 11 augustus 1915 – aldaar, 6 maart 2000) was een Nederlands ambtenaar en politicus voor de Katholieke Volkspartij (KVP) en het Christen-Democratisch Appèl (CDA).

## Levensloop
Henk Vrouwenvelder studeerde aan de Rooms Katholieke Kweekschool Westeinde te Den Haag. Hij begon zijn carrière als ambtenaar bij het ministerie van Economische Zaken. Daarna was hij adjunct-accountant bij de afdeling comptabiliteit van hetzelfde ministerie. Van 1950 tot 1955 was Vrouwenvelder plaatsvervangend hoofd van de afdeling comptabiliteit. Van 1 juli 1958 tot 20 september 1977 was hij werkzaam als lid van de Provinciale Staten van Zuid-Holland. Van 20 september 1977 tot 13 september 1983 functioneerde Vrouwenvelder als lid van de Eerste Kamer der Staten-Generaal. In de Eerste Kamer der Staten-Generaal hield hij zich voornamelijk bezig met culturele zaken, volksgezondheid en jeugdrecht. Daarnaast was hij woordvoerder van financiën van de CDA Eerste Kamerfractie.

## Nevenfuncties
- Lid van de Commissie Duidelijke Taal
- Voorzitter van de samenwerkende ouderverenigingen "Helpt Elkander" en "Het Zorgenkind"
- Voorzitter van de Vereniging van ouders van gehandicapten

## Ridderorde
- Officier in de Orde van Oranje-Nassau, 29 april 1963

- Biografisch Portaal: 09390745
- Parlement.com: vg09llieijp9